# Мюзскор
MuseScore (произнася се Мюзскор) е свободна WYSIWYG програма за музикална нотация. Лицензирана е под GPL 2.0.

## История
„Мюзскор“ е създадена, като Вернер Швеер, един от програмистите на програмата MuSE, през 2002 г. решава да отдели и премахне функцията за нотация от MuSE.
Уебсайтът musescore.org е създаден през 2008 г. и изтеглянията на програмата бързо нарастват. Към декември 2008 г. скоростта на изтеглянията е 15 000 на месец. През декември 2016 г. проектът обявява, че версията 2.0.3 е свалена 1,9 милиона пъти за деветте месеца от момента на пускането ѝ.
Създава се компания с името MuseScore и шеф Томас Бонте. През 2018 г. тя е купена от компанията Ultimate Guitar. Така MuseScore наема платени програмистии.

## Функции
„Мюзскор“ е WYSIWYG редактор за правене на партитури. С него може да се пишат партитури и да се чуе резултатът. „Мюзскор“ идва със свой собствен звуков шрифт и могат да се добавят други. Могат да се попълват нотите чрез MIDI пиано. Файловият формат, използван в „Мюзскор“ по подразбиране, е .mscz. Това е компресирана версия на .mscx. „Мюзскор“ може да запазва написаното във формат PNG, PDF, MusicXML или SVG. Може и да се запази и като звук във формат MIDI, WAV и MP3. Могат също да се отварят много формати освен нативните формати – .msc, включително Music XML, Ultimate guitar и с добавка – прост текстов файл с буквена нотация. Има много инструменти, които могат да се добавят и премахват.